# Silvana Seidel Menchi
Silvana Seidel Menchi, Geburtsname Silvana Menchi (geboren 2. April 1938) ist eine italienische Historikerin.         

## Leben
Silvana Menchi studierte Geschichte an der Universität Florenz und der Universität Basel und lateinische Philologie an der Universität München. 1990 wurde sie an der Universität Heidelberg habilitiert. Sie forschte und lehrte an der Universität Trient, an der École des Hautes Études en Sciences Sociales (EHESS) in Paris und war Forschungsassistentin an der Harvard University. Sie war Professorin an der Universität Pisa und wurde dort emeritiert. Von der Universität Basel erhielt sie 2011 ein Ehrendoktorat.
Seidel Menchi forscht zu Erasmus von Rotterdam, zur Reformation in Italien und zu den Geschlechterbeziehungen in der frühen Neuzeit.
Seidel Menchi ist seit 1968 mit dem Kunsthistoriker Max Seidel verheiratet.

## Schriften (Auswahl)
- Erasmus als Ketzer. Reformation und Inquisition im Italien des 16. Jahrhunderts. Übersetzung aus dem Italienischen Ulrich Hartmann, Silvana Seidel Menchi. Brill, Leiden 1993, ISBN 90-04-09474-1 (zugl.: Heidelberg, Univ., Habil.-Schr., 1990).
- (Hrsg.): Ketzerverfolgung im 16. und frühen 17. Jahrhundert. Harrassowitz, Wiesbaden 1992, ISBN 3-447-03253-7.
- Martin Wallraff, Silvana Seidel Menchi, Kaspar von Greyerz (Hrsg.): Basel 1516. Erasmus’ Edition of the New Testament. Mohr Siebeck, Tübingen 2016, ISBN 978-3-16-154522-1.
- Als der Humanismus die Bibel lesen lernte. In: NZZ. 26. März 2016, S. 28.